# فرانشيسكو بيزارو
فرانشيسكو بيزارو (بالإسبانية: Francisco Pizarro)‏ (10 مايو 1989 في تشيلي - ) هو لاعب كرة قدم تشيلي في مركز الهجوم. شارك مع منتخب تشيلي تحت 20 سنة لكرة القدم ومنتخب تشيلي لكرة القدم. أما مع النوادي، فقد لعب مع نادي أونيفرسيداد كاتوليكا ونادي أوهيجينس وA.C. Barnechea ‏ ونادي كوبريلوا ويونيون لا كاليرا.

## روابط خارجية
- فرانشيسكو بيزارو على موقع قاعدة بيانات كرة القدم.إي يو (الإنجليزية)
- فرانشيسكو بيزارو على موقع ناشيونال فوتبول تيمز (الإنجليزية)
- فرانشيسكو بيزارو على موقع Soccerway.com (الإنجليزية)
- فرانشيسكو بيزارو على موقع عالم كرة القدم.نت (الإنجليزية)
- فرانشيسكو بيزارو على موقع AS.com (الإسبانية)